# Râul Bradu, Bistricioara
Râul Bradu este un curs de apă, afluent al râului Bistricioara.